# Делекторская, Нина Александровна
Нина Александровна Делекторская (24 января 1901, Саратов — 18 марта 1985, Москва) — советская актриса.

## Биография
Родилась в 1901 году в Саратове.
В 1921—1924 годах училась на факультете общественных наук МГУ, но не окончила учёбу.
Студенткой в 1922 году начала заниматься в Драматической студии имени Ф. И. Шаляпина, которую окончила в 1926 году.
В 1928—1937 годах — актриса московского Театра-студии под руководством Р. Н. Симонова.
Затем почти 30 лет — в 1938—1967 годах — актриса московского театра ТРАМ/Ленком.
Была задействована во многих знаковых спектаклях театра, так играла в первой постановке 1941 года спектакля «Парень из нашего города», или играла Раневскую в постановке «Вишнёвого сада» и театральный критик Ю. Юзовский писал что она «очень остро раскрывает» характер героини, а критик А. Анастаьсев отмечал что она в роли Раневской и Н. Толкачев в роли Гаева «выходили за пределы „разоблачительной комедии“, были и трогательны, и драматичны», а журнал «Огонёк» в 1952 году писал, что «зрители единодушно отмечают успех» Н. Делекторской в роли матери Веры Павловны в спектакле «Новые люди» по роману «Что делать?».
Выйдя на пенсию с середины 1960-х годов снималась в кино в маленьких ролях старушек — как отметил киновед Ф. Раззаков: «в основном в эпизодах, но весьма выразительных».
Умерла в 1985 году в Москве, урна с прахом захоронена в колумбарии Ваганьковского кладбища.

## Награды
Награждена медалями «За трудовую доблесть» и «В память 800-летия Москвы» (обе 1948 года).

## Фильмография
- 1964 — Сказка о потерянном времени — покупательница яблок (нет в титрах)
- 1965 — Операция «Ы» и другие приключения Шурика (новелла «Напарник») — пассажирка автобуса (нет в титрах)
- 1967 — Анна Каренина — Картасова
- 1970 — Хуторок в степи — Софья Ивановна, газетчица
- 1973 — Семнадцать мгновений весны (5-я серия) — библиотекарь
- 1976 — 12 стульев — старушка